# Maria Immacolata của Hai Sicilie
Maria Immacolata của Hai Sicilie (tiếng Ý : Maria Immacolata Clementina, Principessa di Borbone delle Due Sicilie; 14 tháng 4 năm 1844, Napoli, Vương quốc Hai Sicilie – 18 tháng 2 năm 1899, Viên, Áo) là con thứ năm và con gái lớn thứ hai của Ferdinando II của Hai Sicilie và Maria Theresia Isabella của Áo. Thông qua cuộc hôn nhân với Karl Salvator của Áo, Maria Immacolata trở thành Đại vương công phu nhân Áo.